# Abraham Fingerhut
Abraham Moshe Fingerhut (ou Awram Mosze Fingerhut ou Abraham Moïse Fingerhut ; né le 4 novembre 1908 à Turek en Pologne et mort le 4 mai 1962 à Paris 14e) est un rabbin français, originaire d'Europe de l'Est, rabbin en Algérie, puis à Paris.

## Éléments biographiques
Abraham Fingerhut est né le 4 novembre 1908 à Turek en Pologne. Il est le fils de Icek Mayer (HaLevi) Fingerhut et de Laya Figeruth. Il fut élève des yechivot de Pologne et étudia dans la célèbre Yechiva de Slobodka.

### Mariage
Abraham Fingerhut épouse Chana Hermelin à Varsovie en Pologne, Elle est  née en 1904 à Varsovie. Elle est la fille de Mendel Hermelin et de Mendla (Mindla) Trepman.

### France
Abraham Fingerhut et Chana Fingerhut viennent en France.

### Grand-rabbin d'Alger
Originaire de l'Europe de l'Est, il devient rabbin en Algérie.
Il va d'abord à Lisbonne au Portugal avant d'aller en Algérie.
Abraham Fingerhut devient grand-rabbin d'Alger en 1936. Il dirige l'École rabbinique d'Algérie.

### Divorce
Abraham Fingerhut et Chana Fingerhut ont un fils Isaac Mayer Fingerhut né le 27 novembre 1931 à Alger.
Pourtant, il apparait que Chana Fingerhut ne va pas à Lisbonne ni en Algérie. Elle retourne à Varsovie et demande le divorce !

### Beth Din de Paris
Abraham Fingerhut s'installe en France où il s'identifie à la communauté juive d'origine algérienne.
Il dirige le Beth Din du Consistoire de Paris.

### Mort
Il meurt à Paris, d'une crise cardiaque, le 4 mai 1962, à l'âge de 53 ans,
.

## Honneurs
- Chevalier de la Légion d'honneur

## Publications
- Henri Chemouilli et R. Abraham Fingerhut. rabbi Isaac bar Chechet Barfat Ribach et Rabbi Simon ben Tzemach Duran Rachbatz. Information Juive, juillet-août 1952[11].
- Abraham Moshe Fingerhut. Sheeloth Ou-Teshouvoth (Responsa), (en hébreu), Jérusalem 1964.

## Conférence internationale à l'université Bar-Ilan
- (en) The Third Annual International Conference of the Department of Jewish History and Contemporary Jewry. Chief Rabbis: Between Religious and Political Leadership: Rabbi Abraham Moshe Fingerhut's Rabbinic Activity in French Alger - 1936-1962.